# Walter Rauff
Walter Rauff (né le 19 juin 1906 à Köthen, Duché d'Anhalt - mort le 14 mai 1984 à Santiago, Chili) était un criminel nazi et un officier de la SS, ayant obtenu le grade de Standartenführer en juin 1944, proche de Reinhard Heydrich au Sicherheitsdienst (SD) puis au Reichssicherheitshauptamt (RSHA).

## Biographie

### Sous le régime nazi
Walter Rauff entre comme cadet dans la Reichsmarine en 1924. Il est promu lieutenant en 1936 et prend le commandement d'un dragueur de mines. De cette période dans la Reichsmarine date sa rencontre et son amitié avec Reinhard Heydrich. En mai 1937, il adhère au parti nazi puis en avril 1938 rejoint la SS et intègre le SD à Berlin. En 1940 et 1941, il réintègre la marine et commande une flottille de dragueurs de mines dans la Manche.
Comme Heydrich le charge à l'automne 1941 de créer des camions à gaz sur le modèle de ceux expérimentés  par le NKVD soviétique dans les années 1930, il convoque en septembre 1941 Friedrich Pradel le chef (referat) du bureau technique des véhicules motorisés au SD (AMT II D3 du RSHA) pour l'informer du projet d'Heydrich d'aménager des camions dans le but de tuer un grand nombre de personnes en URSS. Il lui demande s'il est possible techniquement d'acheminer les gaz d'échappement d'un véhicule à l'intérieur de la remorque hermétiquement fermée. Pradel, après avoir consulté le chef-mécanicien Harry Wentritt, répond par l'affirmative. Rauff ordonne alors qu'on se procure des camions de l'armée et qu'on les transforme en camions à gaz dans le garage de Wentritt. Il a déclaré après la guerre: « En ce qui concerne l'extermination des Juifs en Russie, je sais qu'on a utilisé des camions à gaz [...], pour moi ce qui comptait était le choc moral ressenti par les tireurs lors des exécutions par armes à feu. Cet obstacle psychologique disparaissait avec les camions à gaz ».
Dans une note du 5 juin 1942, il annonce que, depuis décembre 1941, 97 000 personnes ont été gazées dans trois camions à gaz à Chelmno.
Le 20 juillet 1942, il débarque à Tunis avec l'« Einsatzgruppe Ägypten », un Einsatzkommando destiné à chasser les Juifs d'Égypte, de Palestine et du Moyen-Orient. Son unité est rattachée à la « Panzerarmee Afrika » commandée par Erwin Rommel. Délégué général du SD en Tunisie et chef de la Gestapo de Tunis, en novembre 1942 il envisage de construire un camp de concentration à Sfax. Il procède à des arrestations de Juifs qui sont envoyés dans un camp à Cheylus, au sud de Tunis. Ne pouvant pas, faute de transports disponibles, envoyer les Juifs en Europe, il exige de la communauté juive de s'acquitter d'une rançon d'une demi-tonne d'or ou sa contrepartie en devises, au prétexte que les Juifs sont responsables des raids aériens au-dessus de Tunis.
En septembre 1943, Walter Rauff est envoyé à Bolzano pour se mettre en contact avec Wilhelm Harster, chef du SD en Italie, qui le nomme chef de la police de sûreté (SD) en Italie du nord. 
Rauff est présumé responsable de près de 100 000 morts pendant la Seconde Guerre mondiale, de la fourniture en équipements et munitions des Einsatzgruppen, du développement des Gaswagen et de la persécution de communistes, de Roms et des Juifs physiquement ou mentalement malades. En juillet 1942, il est chargé d'appliquer la Solution finale en Égypte. Le projet échoue à la suite de la débâcle de l'Afrika Korps de Rommel au cours de la bataille d'El Alamein. Walter Rauff, chef de « la section anticommuniste », fut pendant les négociations de reddition séparée de l’Armée allemande d’Italie révélées[pas clair] en mars-avril 1945 « le principal interlocuteur » d’Alan Dulles, l’un des deux frères  de la célèbre entreprise d’avocats d’affaires Dulles, Sullivan and Cromwell, liés à la banque Schroeder, soutien financier d’Hitler dès avant 1933. Les tractations échouèrent en apparence - la capitulation en Italie ne précéda que de peu (le 2 mai) la générale -, mais sauvèrent « les officiers nazis qui y avaient été mêlés », tel Karl Wolff, « chef de l’état-major personnel de Himmler » et d’un « groupe d’intervention SS » en URSS, « personnellement compromis dans les meurtres de 300 000 personnes », condamné en 1949 à quatre ans d’emprisonnement, dont il ne fit « qu’une semaine ». 
Walter Rauff, « chef des services de renseignements SS », est envoyé au printemps 1943 à Rome pour six mois par Martin Bormann. Il est affecté en septembre « dans une unité SS opérant dans la région Gênes-Milan-Turin » dans le même but.

### Après-guerre
Walter Rauff est alors fait prisonnier par les Alliés en 1945 en Italie, mais réussit néanmoins à s'enfuir en 1946. Il se cache et travaille comme jardinier puis comme professeur de langue. Avec l'appui de l'évêque catholique autrichien Alois Hudal supervisant le collège pontifical Santa Maria Dell'Anima et cachant d'anciens nazis, Rauff va alors pouvoir, à la demande de ses anciens contacts orientaux, organiser la fuite de nombreux cadres nazis vers la Syrie. Ces réseaux s'appuyaient sur la commission pontificale d'assistance aux réfugiés, dirigé par Baldelli, dont Hudal (antisémite et pro-nazi notoire) animait un sous-comité.
En juillet 1948, en pleine guerre israélo-arabe de 1948, il est recruté par les services secrets israéliens avec pour mission d'aller en Égypte assassiner plusieurs personnages clés. Quelques mois plus tard, on le retrouve en Syrie comme conseiller du Président Hosni Zaim, mais il doit s'enfuir quand ce dernier est renversé.
Rauff gagne ensuite l'Équateur avec l'appui de Bicchierai, secrétaire de l'archevêque de Milan, et enfin le Chili.
Entre 1958 et 1962, il travaille pour les Services de renseignements de l'Allemagne de l'Ouest.
Il est, durant les années 1980, un des nazis les plus recherchés.
Sous la dictature d'Augusto Pinochet, Rauff participe à la répression des opposants politiques, travaillant à la conception de camps de concentration, notamment celui de l'île Dawson.
Il décède d'une crise cardiaque le 14 mai 1984. De nombreux nazis assistent à son enterrement et y effectuent le salut hitlérien.